# Filmåret 1977

## Priser och utmärkelser
- Svenska Akademiens stora guldmedalj – Ingmar Bergman.[1]

## Academy Awards/Oscari urval (komplett lista)
| Kategori                   | Vinnare                                     |
| -------------------------- | ------------------------------------------- |
| Bästa film:                | Annie Hall                                  |
| Bästa regi:                | Woody Allen (Annie Hall)                    |
| Bästa manliga huvudroll:   | Richard Dreyfuss (Sa jag adjö när jag kom?) |
| Bästa kvinnliga huvudroll: | Diane Keaton (Annie Hall)                   |
| Bästa manliga biroll:      | Jason Robards (Julia)                       |
| Bästa kvinnliga biroll:    | Vanessa Redgrave (Julia)                    |
| Bästa utländska film:      | Madame Rosa (La vie devant soi) (Frankrike) |

## Årets filmer

### Siffra (1,2,3...) eller specialtecken (@,$,?...)
- 36 Crazy Fists, The
- 91:an och generalernas fnatt

### A - G
- Abba – the Movie
- Airport '77
- Annie Hall
- Begärets dunkla mål
- Bröderna Lejonhjärta [2]
- Christa Klages stora förtvivlan
- Det våras för galningarna
- Elvis! Elvis!
- En alldeles särskild dag
- En bro för mycket
- Eraserhead
- Flykten från helvetet
- The Frozen Star

### H - N
- Hemåt i natten
- Kärleksvirveln
- Lyfta skrot
- Mamma pappa barn
- Mariedamm – en dag, ett år, ett liv
- Marmormannen
- Månen är en grön ost
- Nu blåser vi snuten[3]
- Närkontakt av tredje graden[4]

### O - U
- Ormens ägg (Ingmar Bergman)[1]
- Paradistorg
- Peter och draken Elliot
- Saturday Night Fever[5]
- Skogsbrand
- Slagskott[6]
- Stjärnornas krig[7]
- Ta mej i dalen
- Tabu

### V - Ö
- Var finns Mr. Goodbar?
- Vändpunkten
- Älskade spion

## Födda
- 13 januari – Orlando Bloom, brittisk skådespelare.
- 17 januari – Tag Eriksson, svensk skådespelare (pornografisk), modell och författare.
- 11 mars
  - Nikki Anderson, ungersk fotomodell och skådespelare i pornografisk film.
  - Malin Toverud, svensk skådespelare, filmproducent och manusförfattare.
- 14 april
  - Sarah Michelle Gellar, amerikansk skådespelare.
  - Marie Robertson, svensk skådespelare.
- 25 april – Linda Gyllenberg, finländsk skådespelare.
- 26 april – Tom Welling, amerikansk skådespelare och modell.
- 30 april – Alexandra Holden, amerikansk skådespelare.
- 4 maj – Emily Perkins, kanadensisk skådespelare.
- 16 maj – Melanie Lynskey, nyzeeländsk skådespelare.
- 11 juni
  - Ryan Dunn, amerikansk skådespelare, känd från Jackass.
  - Dubrilla Ekerlund, svensk skådespelare.
- 12 juni – Zoltan Bajkai, svensk skådespelare.
- 1 juli – Liv Tyler, amerikansk skådespelare.
- 7 juli – Niclas Olund, svensk skådespelare.
- 8 juli – Milo Ventimiglia, amerikansk skådespelare.
- 30 juli – Jaime Pressly, amerikansk skådespelare.
- 2 augusti – Edward Furlong, amerikansk skådespelare.
- 19 augusti – Callum Blue, brittisk skådespelare.
- 30 augusti – Elden Henson, amerikansk skådespelare.
- 31 augusti – Peter Öberg, svensk skådespelare.
- 11 september – Ludacris, amerikansk Rap-artist och skådespelare.
- 24 september – Linda Thorén, svensk f.d. porraktris.
- 25 september – Clea DuVall, amerikansk skådespelare.
- 16 oktober – Sebastian Ylvenius, svensk skådespelare.
- 3 november – Aria Giovanni, amerikansk fotomodell, skådespelare och porrstjärna.
- 10 november – Brittany Murphy, amerikansk skådespelare.
- 16 november – Maggie Gyllenhaal, amerikansk skådespelare.
- 24 november – Colin Hanks, amerikansk skådespelare.
- 25 december – Sandra Huldt, svensk skådespelare.

## Avlidna
- 4 januari – Oscar Törnblom, svensk skådespelare.
- 12 januari – Henri-Georges Clouzot, fransk regissör, manusförfattare och producent.
- 20 januari – Carl-Gunnar Wingård, svensk skådespelare och sångare.
- 26 januari – Jan-Olof Rydqvist, svensk skådespelare och manusförfattare.
- 19 februari – Maria Schildknecht, svensk skådespelare.
- 13 mars – Åke Engfeldt, svensk skådespelare.
- 16 april – Gun Adler, svensk skådespelare.
- 21 april – Gummo Marx, amerikansk skådespelare, en av Bröderna Marx.
- 10 maj – Joan Crawford, 73, amerikansk skådespelare.[1]
- 3 juni – Roberto Rossellini, italiensk regissör.[1]
- 8 juni – Gunnar Sjöberg, svensk skådespelare.
- 11 juni – Karl-Axel Forssberg, svensk skådespelare.
- 14 juni – Signe Enwall, svensk skådespelare.
- 18 juni – Holger Löwenadler, 73, svensk skådespelare.
- 19 juni – Carin Lundquist, svensk skådespelare.
- 3 juli – Linnéa Hillberg, svensk skådespelare.
- 4 juli – Morgan Andersson, svensk skådespelare.
- 16 juli – Marianne Schüler, svensk dansare och skådespelare.
- 27 juli – Chris Wahlström, svensk skådespelare.
- 16 augusti – Elvis Presley, rockmusiker och skådespelare.
- 19 augusti – Groucho Marx, amerikansk komiker, skådespelare, Bröderna Marx.
- 29 augusti – Jean Hagen, amerikansk skådespelare.
- 14 oktober – Bing Crosby, amerikansk sångare och skådespelare.
- 22 oktober – Erik Strandell, 59, svensk skådespelare.
- 8 november – Olle Ek, svensk skådespelare.
- 14 november – Ewert Ellman, svensk skådespelare.
- 8 december – Manne Grünberger, svensk skådespelare.
- 16 december – Risto Jarva, finsk regissör.
- 21 december – Elsa Ebbesen, svensk skådespelare.
- 25 december – Charlie Chaplin, brittisk skådespelare och regissör.[1]
- 26 december – Howard Hawks, amerikansk filmregissör.

### Fotnoter
1. 1 2 3 4 5   Horisont 1977. Bertmarks
2. ↑  ”Astrid Lindgren”. http://www.astridlindgren.se/verken/filmerna/filmlista. Läst 21 mars 2011.
3. ↑  IMDB, läst 1 mars 2012
4. ↑  IMDB, läst 1 mars 2012
5. ↑  IMDB, läst 1 mars 2012
6. ↑  IMDB, läst 1 mars 2012
7. ↑  IMDB, läst 1 mars 2012